# Matías Jonathan Platero
Matías Jonathan Platero (San Juan de la Frontera, 17 de gener de 1988) és un jugador d'hoquei patins argentí, que des de la temporada 2014-2015 juga al Reus Deportiu. Al llarg de la seva trajectòria esportiva ha jugat en equips com el Concepción PC, el CP Tenerife, l'Amatori Lodi, el Hockey Valdagno, el Reus Deportiu en dues ocasions i l'Sporting Clube de Portugal.

## Palmarès

### Reus Deportiu
- 2 Copes d'Europa (2008/09, 2016/17)[4]
- 1 Campionat del Món de Clubs (2008)[4]
- 1 Lliga Catalana (2016)

### Selecció argentina
- 1 Campionat del Món "A" (2015)[5]